# Przemysław Marchlewicz
Przemysław Jan Marchlewicz (ur. 11 lipca 1978 w Gdańsku) – polski menedżer, przedsiębiorca, radny samorządowy, harcerz.

## Życiorys
Od urodzenia mieszkaniec Sopotu.
Absolwent II Liceum Ogólnokształcącego w Sopocie (1997), Wydziału Prawa i Administracji Uniwersytetu Gdańskiego (2002), studiów MBA na Uniwersytecie Gdańskim (we współpracy z Copenhagen Business School) (2004) i Harvard Business School Management Program (2008). Od 1994 instruktor harcerski, drużynowy (harcmistrz: 2001), komendant Hufca ZHP Sopot (1999–2003), członek Centralnej Komisji Rewizyjnej ZHP (2000–2006), członek Głównej Kwatery ZHP i skarbnik ZHP (2008–2009).
Od 2001 do 2018 roku był członkiem Prawa i Sprawiedliwości. Z ramienia Prawa i Sprawiedliwości był radnym miasta Sopotu (2006) i radnym Sejmiku Województwa Pomorskiego (2010–2014).
Karierę zawodową rozpoczął w kancelarii prawniczej. W latach 2002–2004 był członkiem zarządu województwa pomorskiego, w latach 2004–2006 wiceprezesem zarządu Agencji Rozwoju Pomorza SA, a w latach 2006–2008 prezesem zarządu Morskiego Portu Gdynia SA oraz członek rad nadzorczych spółek kapitałowych.
Od 2008 roku prowadził własną działalność gospodarczą, angażując się w projekty biznesowe z zakresu finansów i energetyki. Uczestniczył w rynku NewConnect jako inwestor i jego uczestnik (autoryzowany doradca). Realizował projekty w obszarze odnawialnych źródeł energii i inteligentnego oświetlenia. Między innymi główny udziałowiec i prezes zarządu RTB Developer sp. z o.o. – jednego z największych deweloperów farm fotowoltaicznych w Polsce; udziałowiec i prezes zarządu Varso sp. z o.o. – producenta m.in. urządzeń OZE, a także inwestor w startupach prowadzących działalność badawczo–rozwojową w energetyce. Sekretarz rady nadzorczej Zarządu Morskiego Portu Gdańsk SA (2016– 2018). Od maja do grudnia 2016 był wiceprezesem zarządu Grupy Lotos SA. Prezes Zarządu Mille sp. z o.o. Sp. K. i Mille Sun sp. z o.o.
18 lipca 2018 został wykluczony z Prawa i Sprawiedliwości.
W 2013 otrzymał Brązowy Krzyż Zasługi.
Żonaty, ma czterech synów.